# Stylizacja
Stylizacja – przejaw intertekstualności, celowe naśladowanie w wypowiedzi będącej realizacją danego stylu wybranych cech stylu innego, wyraźnie odcinającego się, dającego rozpoznać jako cudzy i zewnętrzny. Styl ten jest tzw. wzorcem stylizacyjnym. Budowa utworu stylizowanego jest dwugłosowa. Występują w nim liczne napięcia pomiędzy cechami wzorca a cechami charakteryzującymi styl autora. Stylizacja pozwala na uwypuklenie pewnych właściwości wzorca, do którego się odwołuje oraz zdystansowanie się do niego. W ten sposób dzieło uzyskuje nowy kontekst i ulega reinterpretacji. Pewne składniki dzieła służą identyfikacji wzorca i jego ewokowaniu, inne odróżnieniu od niego, zdystansowaniu i budowie macierzystego stylu wypowiedzi. Utwór literacki może nawiązywać do kilku wzorców literackich jednocześnie. Najwyraźniej odznacza się stylizacja w języku dzieła literackiego. Może obejmować takie warstwy jak leksyka i brzmienie (stylizacja brzmieniowa).

## Wzorce stylizacyjne
Wzorcami stylizacyjnymi w utworach literackich mogą być:
- style historyczne,
- styl charakterystyczny dla danego kręgu kulturowego,
- style różnych warstw społecznych,
- styl indywidualny pisarza, konkretnego utworu (zob. pastisz).

## Rodzaje stylizacji
1. ze względu na stosunek obejmowanego tekstu
  - stylizacja całościowa – stylizowany jest cały tekst literacki,
  - stylizacja fragmentaryczna – stylizowany jest tylko fragment wypowiedzi,
2. ze względu na cel artystyczny
  - stylizacja informacyjna – wzmocnienie komunikacyjności i wiarygodności tekstu,
  - stylizacja manierystyczna – wywołująca wrażenie nienaturalności, manieryczności,
3. ze względu na dobór leksemów
  - archaizacja – w tekst wplecione są elementy charakterystyczne dla języka minionych epok,
  - dialektyzacja – wprowadzenie do języka elementów właściwych dla pewnego dialektu,
  - kolokwializacja – kształtowanie języka wypowiedzi na styl potoczny.

## Funkcje stylizacji
- ocena stylu (wzorca stylizacyjnego),
- ośmieszenie, negacja stylu (parodia).

## Różne ujęcia stylizacji
Aleksander Bereza twierdzi, że stylizacja jest to nadanie utworowi literackiemu pewnych cech zewnętrznych, które można rozpoznać jako odrębne od cech stylu autora. W ten sposób elementy spoza dzieła przeciwstawiają się tym, które są dla niego właściwe. Ryszard Matuszewski, Sławomir Mrożek, Kazimierz Wyka stylizację postrzegają jako zabieg artystyczny. Nie przeciwstawiali się dychotomicznemu pojmowaniu jej,  stylizacja według nich to elementy wprowadzone do utworu i stojące w opozycji do tego, co właściwe dziełu. Aleksander Wilkoń dokonuje innego podziału stylizacji. Wyraźnie rozgranicza stylizację językową od literackiej.